# Sybir (Pasieki)
Sybir – część wsi Pasieki w Polsce, położona w województwie lubelskim, w powiecie tomaszowskim, w gminie Tomaszów Lubelski.
W latach 1975–1998 Sybir administracyjnie należał do województwa zamojskiego.